# Aeropista Naval Militar de Isla Guadalupe
La Aeropista Naval Militar de Isla Guadalupe (Código OACI:MMGD) o simplemente Aeropista de Isla Guadalupe es un pequeño campo de aviación militar ubicado en la Isla Guadalupe, Baja California y es operado por la Armada de México. Cuenta con una pista de aterrizaje de 1,202 metros de largo y 28 metros de ancho. Es el campo de aviación más occidental en México.
El aeródromo se ubica en la subzona de uso público denominada "Campo Pista", la cual abarca 188 hectáreas. La pista de aterrizaje es utilizada para que aterricen y despeguen aeronaves que transportan personal, equipo, alimentos y productos pesqueros de la Secretaría de Marina, la Comisión Nacional de Áreas Naturales Protegidas (CONANP) y la Sociedad Cooperativa de Pescadores; también es uno de los principales puntos de acceso a la isla por parte de investigadores y turistas que buscan bucear para observar al tuburón blanco.
La Armada de México es el organismo encargado de inspeccionar el equipaje de pasajeros que toman vuelos a la Isla Guadalupe desde el Aeropuerto de Ensenada, esto con el fin de evitar la inclusión de factores de riesgo para la bioseguridad de las especies exóticas invasoras (IAS, Invasive Alien Species).